# Garaeus muscorarius
Garaeus muscorarius är en fjärilsart som beskrevs av George Francis Hampson 1897. Garaeus muscorarius ingår i släktet Garaeus och familjen mätare. Inga underarter finns listade i Catalogue of Life.